# Grzeszna propozycja
Grzeszna propozycja (org. The Proposition) – film z 1998 w reżyserii Lesli Linka Glatter.

## Obsada
- Kenneth Branagh – Ojciec Michael McKinnon
- Madeleine Stowe – Eleanor Barret
- William Hurt – Arthur Barret
- Neil Patrick Harris – Roger Martin
- Robert Loggia – Hannibal Thurman
- Blythe Danner – Syril Danning

## Opis fabuły
Boston, rok 1935. Pisarka Eleanor Barret ma bogatego i kochającego męża - Arthura Barreta. Kobieta bardzo pragnie mieć dziecko. Jej mąż jest jednak bezpłodny. Pan Barret postanawia zaangażować mężczyznę, który mógłby zapłodnić Eleanor. Tymczasem do bostońskiej parafii przybywa młody wikary, ojciec Michael McKinnon. Elenor zachodzi w ciążę z Rogerem Martinem. Okazuje się, że Michael jest bratankiem Arthura. Eleanor jedzie na cmentarz porozmawiać z Michaelem. Eleanor zobaczyła martwego Rogera w trumnie i spadła w dziurę, wykopaną na trumnę Rogera. Eleanor poroniła. W końcu dochodzi do intymnego stosunku fizycznego między Eleanor a ojcem Michaelem. Eleanor zachodzi w ciążę, ale podczas porodu umiera. Urodziły się bliźniaki. Eleanor została pochowana na cmentarzu w którym leży Roger.